# Тролль
Тролль (швед. Troll) — человекоподобное мифическое существо из скандинавской мифологии. Обычно враждебные людям, обитающие небольшими группами в горах, тролли часто охраняют в своих жилищах нажитые сокровища и избегают людей. По другим описаниям представляют собой горных духов, ассоциируемых со скалами и камнем вообще. В более позднем скандинавском фольклоре тролли стали существами более опасными для человека, живущими поодиночке вдали от человеческого жилья. В различных фольклорных источниках внешний вид троллей сильно разнится; с одной стороны, они могут выглядеть как огромные, уродливые и недалёкие гуманоиды, с другой — их внешность может быть лишена каких-либо гротескных черт.
Тролли иногда ассоциируются с рядом природных достопримечательностей Скандинавии и Северной Европы, будто бы они образовались из тел троллей, попавших под воздействие солнечного света. В настоящее время тролли являются весьма популярными существами в современной массовой культуре — в частности, в произведениях фэнтези, где они нередко обладают чертами огров и ётунов.

## В мифологии

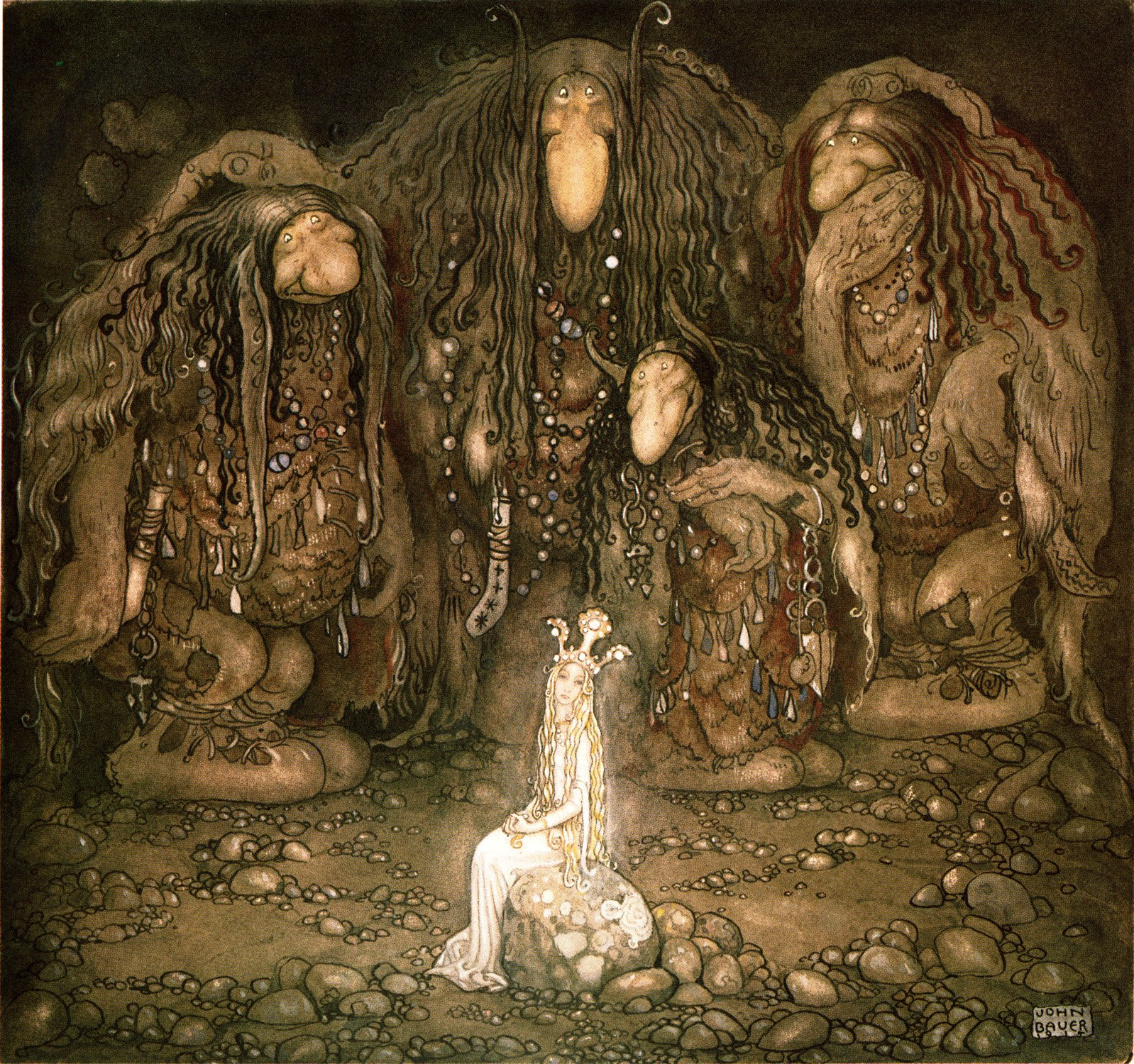
Мама-тролль и её сыновья, сватающиеся к эльфийке. Рисунок Йона Бауэра

Легенды о троллях зародились в Скандинавии. Согласно фольклорным преданиям, эти персонажи пугали местных жителей своими размерами и колдовством. По некоторым поверьям, тролли жили в замках и подземных дворцах, избегая губительных лучей солнца, которые обращают их в камень. На севере Британии есть несколько больших скал, о которых существуют легенды, будто бы это и есть тролли, застигнутые солнечным светом. В мифологии тролли бывают не только гигантами, похожими на огров, но и маленькими существами наподобие гномов, обычно обитающими в пещерах. Детали образа троллей в фольклоре сильно зависят от этноса. Иногда они описываются по-разному даже в одной и той же легенде.
Чаще всего тролли — уродливые существа от трёх до восьми метров ростом (иногда могут менять свой размер), почти всегда характерной приметой их внешности на изображениях выступает очень большой нос. Имеют природу камня («рождаются из скалы»), обращаются в камень на солнце. Питаются мясом. Часто пожирают людей. Живут по одному в пещерах, в лесах или под мостами.
Тролли, обитающие под мостами, несколько отличаются от прочих. В частности, они могут появляться на поверхности земли при дневном свете, не едят людей, уважают деньги, падки на человеческих женщин. Последние, согласно некоторым историям, подчас производили на свет детей, зачатых от троллей.

### Норвегия
С «троллем» связывают образование гор и скал, о которых рассказывают, что это тролли, обращенные в камень, например: Тролльтинды («Волшебный Трут»), Тролльхольм («Волшебный Холм»), Тролльхейм, Йотунхейм и многие другие. В Норвегии есть и другие географические названия, связанные с троллями, в этом случае — на уровне нечистой силы: Тролльвей («Дорога Троллей»), Тролльботн («Ущелье Троллей»), Тролльванн («Озеро Троллей»). По некоторым легендам, тролли живут в пещерах, откуда выходят на охоту ночью.
По норвежским преданиям, увидеть тролля можно в глухом лесу или высоко в горах. Тролль с виду похож на гору или гигантский валун, поросший мхом и вереском, а иногда и деревьями. У норвежского тролля может быть одна, три, пять, шесть, семь, девять или больше голов.
Предками троллей, в представлении норвежцев, являются великаны-йотуны/ётуны (норв. jotun, мн. ч. jotner), которые стояли у истоков образования мира. Название «йотун» в поздней фольклорной традиции сохранилось как «ютул» (jutul, jøtul). Есть также древнескандинавское название «рисе» (rise). В любом случае слово «тролль» стало общим обозначением горного великана, а иногда и обозначением всей нечисти. Более того, норвежское слово «волшебство, колдовство» (trollskap, тролльскап) тоже имеет корень «тролль».
По преданиям, великаны враждовали и с богами, и с людьми. О них говорили, что они свирепы, жестоки и упрямы. Самый известный борец с йотунами — бог Тор. Он побеждал их своим знаменитым молотом Мьёлльниром, благодаря своему мужеству и хитрости. Однако в мифологии есть упоминания и о том, как йотуны и асы влюблялись друг в друга. В поздней фольклорной традиции великанш называли гюграми.
С христианизацией Норвегии у троллей появился новый враг — Олаф Святой. Олаф обладал особым даром: он мог управлять горами и скалами, умел обращать троллей в камень. Впоследствии великаны пытались бороться и с церквями.
Существуют рассказы о том, что тролли иногда появляются среди людей в человеческом обличье. Обычно человек не сразу может догадаться, с кем имеет дело. Однако рекомендуется, что если он заподозрит неладное, то ни в коем случае не должен пожимать незнакомцу руку. Также тролли могут принимать облик собаки, чёрного козла или дружелюбного человека с хвостом. Главное — знать, как обращаться с ними. Во-первых, храните тайну своего имени. Не принимайте от тролля угощения и бегите прочь так, чтобы ваши следы образовали крест с бороздами плуга на пашне. Если вы повстречались в ущелье, пригласите тролля проследовать за вами к свету: он окаменеет с появлением яркого солнца.
Тролли часто похищали людей. Однако фольклорная традиция предоставляла несколько способов защититься от троллей или противостоять им. Прежде всего это, конечно, христианский крест, звук церковных колоколов и всё остальное, что связано с христианской религией. Если требовалось освободить пленника троллей из гор, то надо было звонить в колокола. Если же церковь была так далеко, что до гор не доносился колокольный звон, то колокол приносили в горы и звонили там.
Рассказывают, что не всегда тролль вредит человеку — бывает он и добродушным, и выступает подчас как радушный хозяин. Случается, что тролль помогает человеку, а человек — троллю.

Сейчас, когда мир так изменился, троллям в нём нет места, но тем не менее они в виде высоких гор и поросших лесом холмов наблюдают, всё ли в порядке в их владениях. А может быть, устав от суеты, они решили уйти от дел и направляются в прекрасный замок троллей Сория-Мория…
(В стране троллей. Кто есть кто в норвежском фольклоре) 
Вырезанные из дерева фигурки троллей — излюбленный объект народного промысла.

### Швеция
В шведских мифах встречаются тролли обоих полов. Их рост составляет 5—8 м, а иногда и выше. Шведские тролли обязательно приносят вред. К распространённым легендам, связанным с троллями, относятся истории о детях-подмёнышах. Согласно этим рассказам, тролли похищают новорождённых и подменяют их своими младенцами.
Шведы строят игрушечные «трольи домики», весьма похожие на настоящие дома.
Шведские слова trolleri и trolldom (колдовство, волшебство), trollkarl (волшебник) происходят от слова «тролль».

### Исландия
Исландия была колонизирована норвежскими викингами, поэтому фольклор здесь схож. Исландские тролли также являются «существами из камня», а многие детали ландшафта здесь названы в честь троллей.

### Тролль подмостом
Есть часто встречающаяся легенда о троллях, которые живут под мостами либо эти мосты построили. Тролли обычно взимают плату за переход по мосту деньгами или услугой. В некоторых вариантах легенды жизнь тролля связана с мостом. Тролль либо причастен к строительству моста, либо появляется непосредственно после его постройки, а при разрушении моста — гибнет. Но существует мнение, что тролли иногда могут покинуть старый мост, дабы начать постройку нового.

## В современной культуре

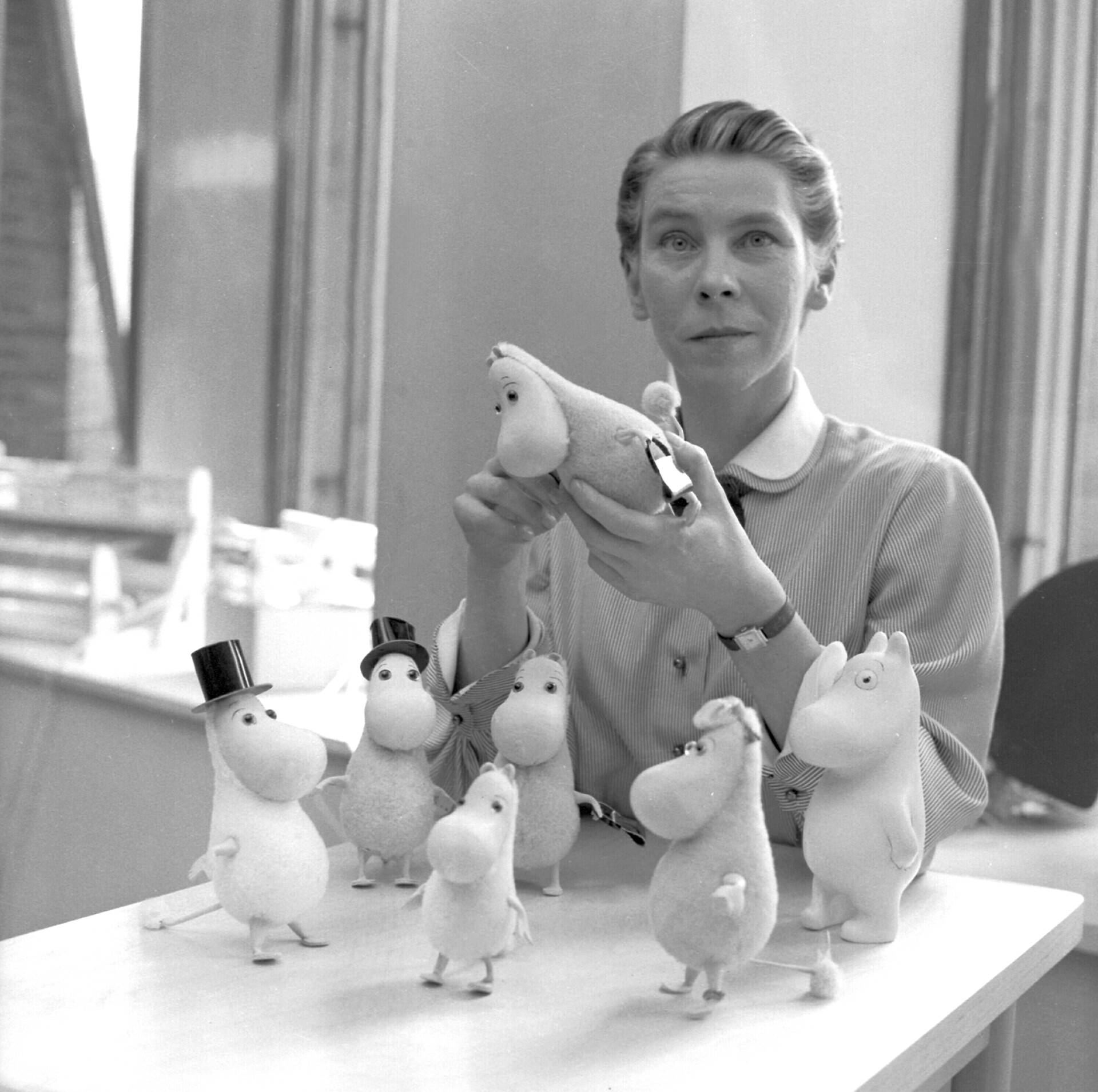
Туве Янссон и её муми-тролли

### В литературе
- В сказках скандинавских писателей XIX века тролли играли такую же роль, какая в немецких сказках отводится гномам: они выступают в качестве основного источника чудес, происходящих с людьми-героями. О них много писали норвежец П. К. Асбьёрнсен и финн Захариас Топелиус в XIX веке. Их тролли — великаны и могущественные колдуны, которые любят жестоко подшутить над человеком. Таковы они и в знаменитой пьесе Г. Г. Ибсена «Пер Гюнт».
- В серии книг финской писательницы и художницы Туве Янссон о муми-троллях (1945) представлен, пожалуй, самый оригинальный взгляд на троллей. Это маленькие миролюбивые существа, живущие мирной пасторальной жизнью. Внешне они похожи на маленьких человекоподобных гиппопотамов.
- Тролли появляются в повести английского писателя Джона Толкина «Хоббит» (1937). Тролли Толкина — огромные, злые, но простодушные существа, людоеды, больше похожие на огров (великанов-людоедов), чем на скандинавских троллей. Этот стереотип оказался настолько живучим, что в массовом сознании, особенно у англосаксонских писателей, эти два вида существ практически слились. Тролли Толкина каменеют при попадании на них солнечного света. Эпизодически тролли фигурируют и в эпопее «Властелин колец».
- Клиффорд Саймак в 1968 году включил троллей, фей, гоблинов, баньши и дракона в свой научно-фантастический роман «Заповедник гоблинов».
- Тролли — дикие, но почти безобидные — встречаются у Астрид Линдгрен в сказочной повести «Рони, дочь разбойника».
- В книгах Терри Пратчетта о Плоском мире представлена оригинальная раса троллей — кремнийорганических существ, мышление которых зависит от температуры окружающей среды. Их глупость объясняется плохой работой кремнийорганического мозга при нормальной температуре, тогда как при сильном охлаждении тролли демонстрируют сверхвысокий интеллект[3].

### В музыке

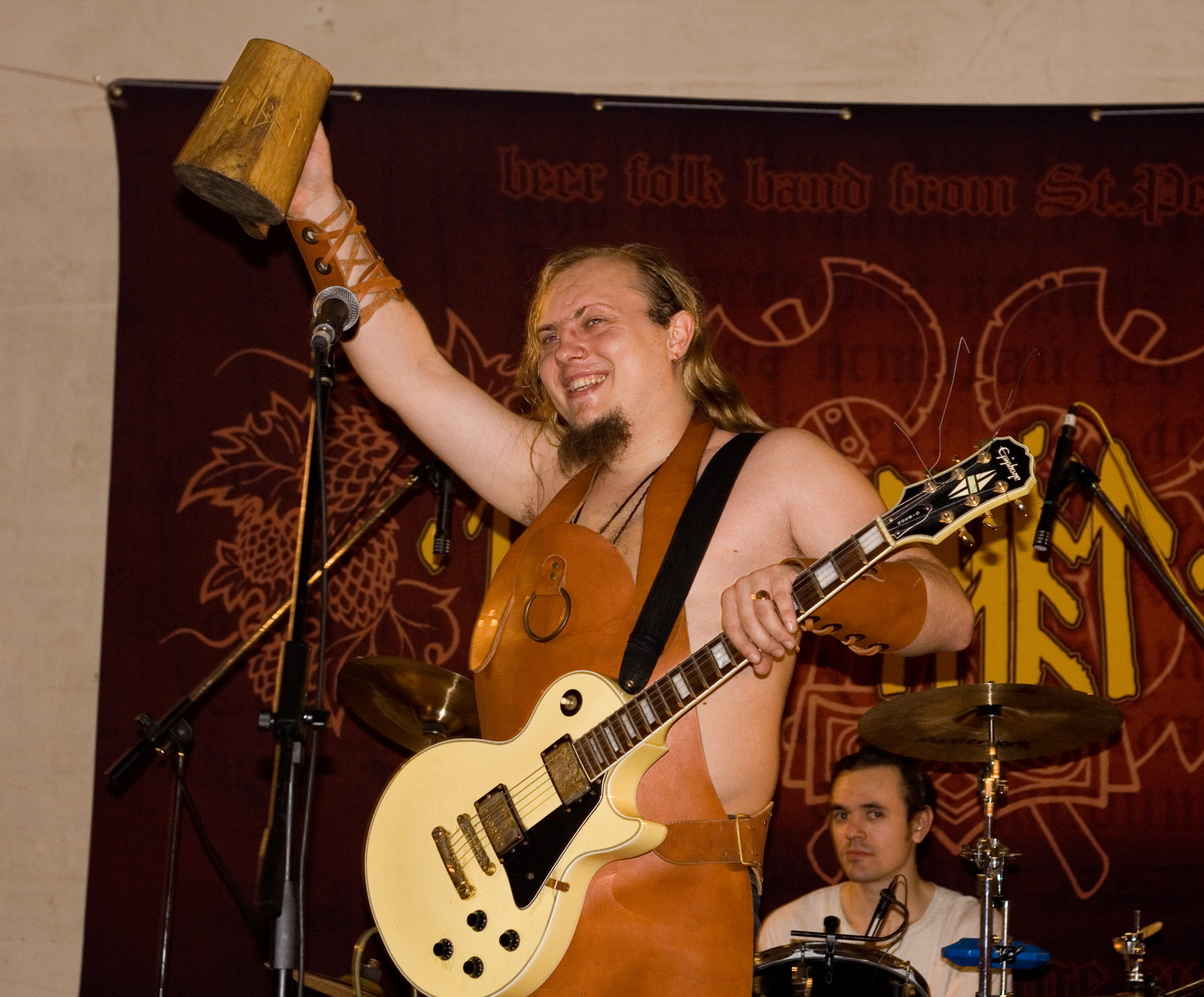
Константин «Тролль» Румянцев, лидер «Тролль Гнёт Ель»

Существует старинная скандинавская баллада «Герр Маннелиг», в которой дама-тролль безуспешно пытается соблазнить рыцаря-христианина. Эту песню в современной обработке исполняли группы In Extremo, Haggard, Garmarna и многие другие.
Тролли фигурируют в музыке норвежского композитора Эдварда Грига к драме Ибсена «Пер Гюнт». Знаменитая пьеса «В пещере горного короля» звучит при появлении короля троллей.

## Интернет-тролли
В интернете «троллями» называют лиц, провоцирующих эмоциональную перепалку (чаще всего с переходом на личности), преследующих других пользователей или (реже) выдающих себя за других людей. Это слово изначально происходит не от названия мифологических троллей, а от рыболовного термина «тро́ллинг» (англ. trolling — ловля на блесну), но созвучие так прижилось, что отождествление интернет-хулиганов с мифологическими троллями стало общим местом и даже темой для шуток и карикатур.

## Галерея

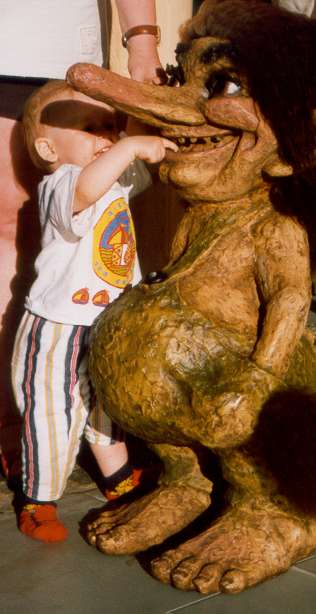
Тролль перед норвежским павильоном на Экспо-2000 в Ганновере
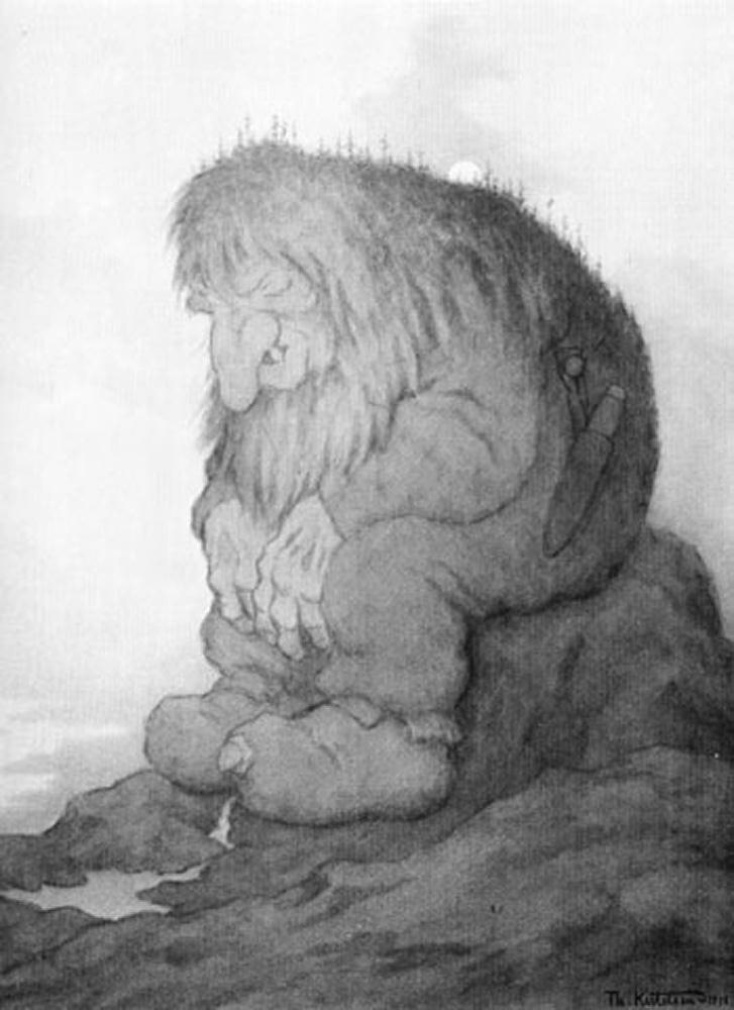
«Тролль» — рисунок Теодора Киттельсена
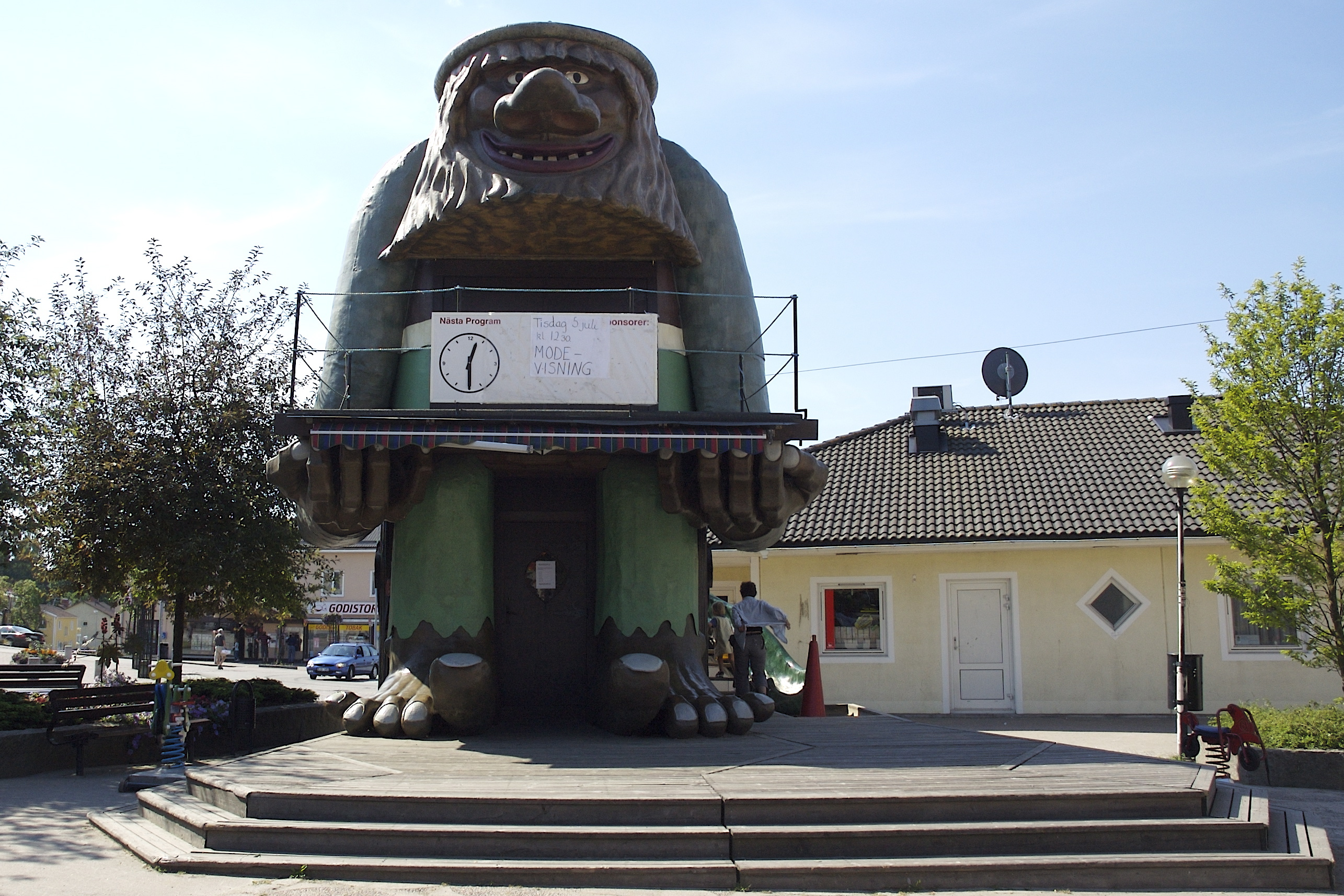
Здание в виде тролля. Вермланд, Швеция
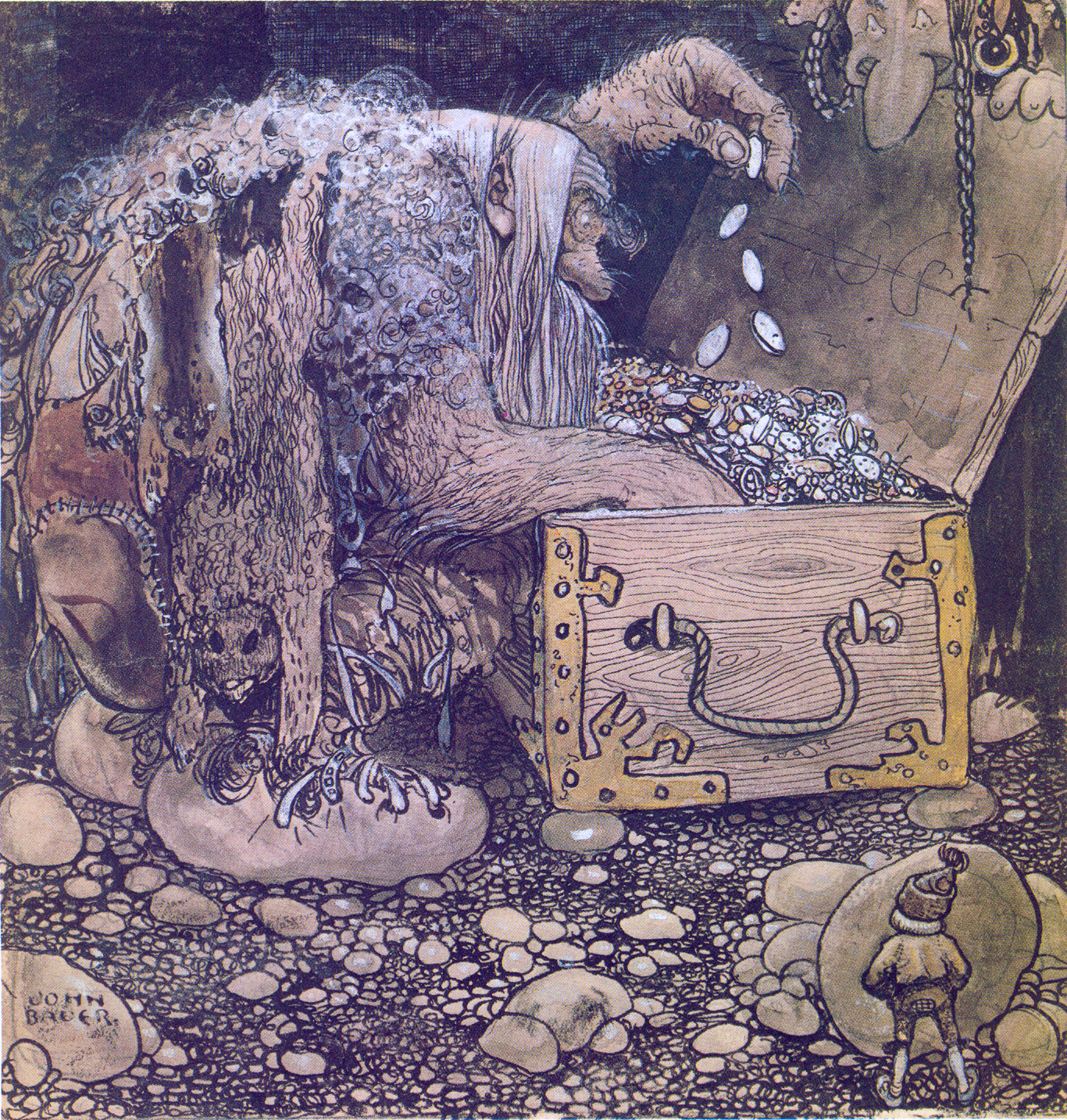
Тролли пересчитывают свои богатства. Рисунок Йона Бауэра
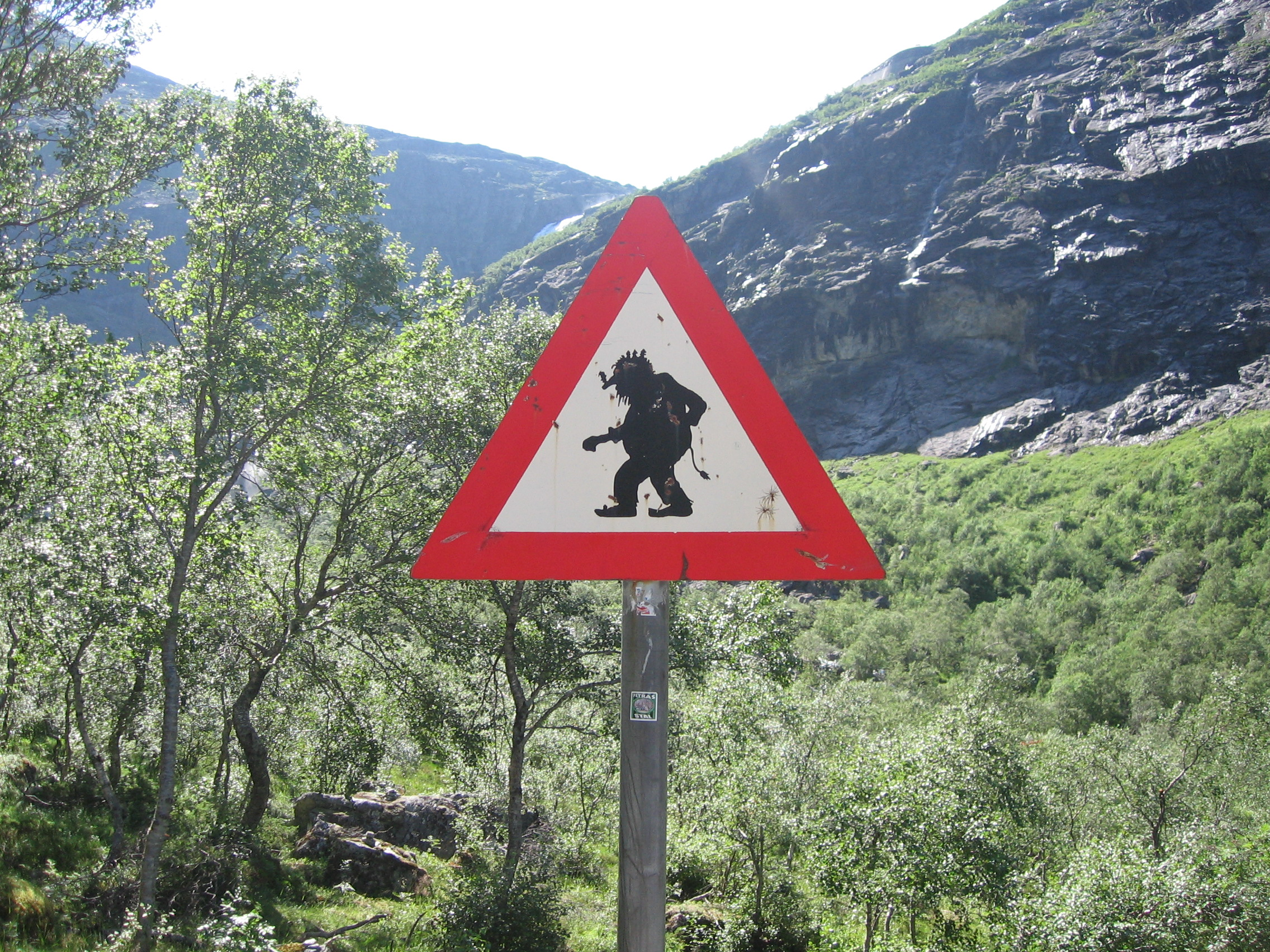
Дорожный знак «Осторожно, тролли!» перед серпантином на дороге RV63, известным как «Лестница троллей». Норвегия
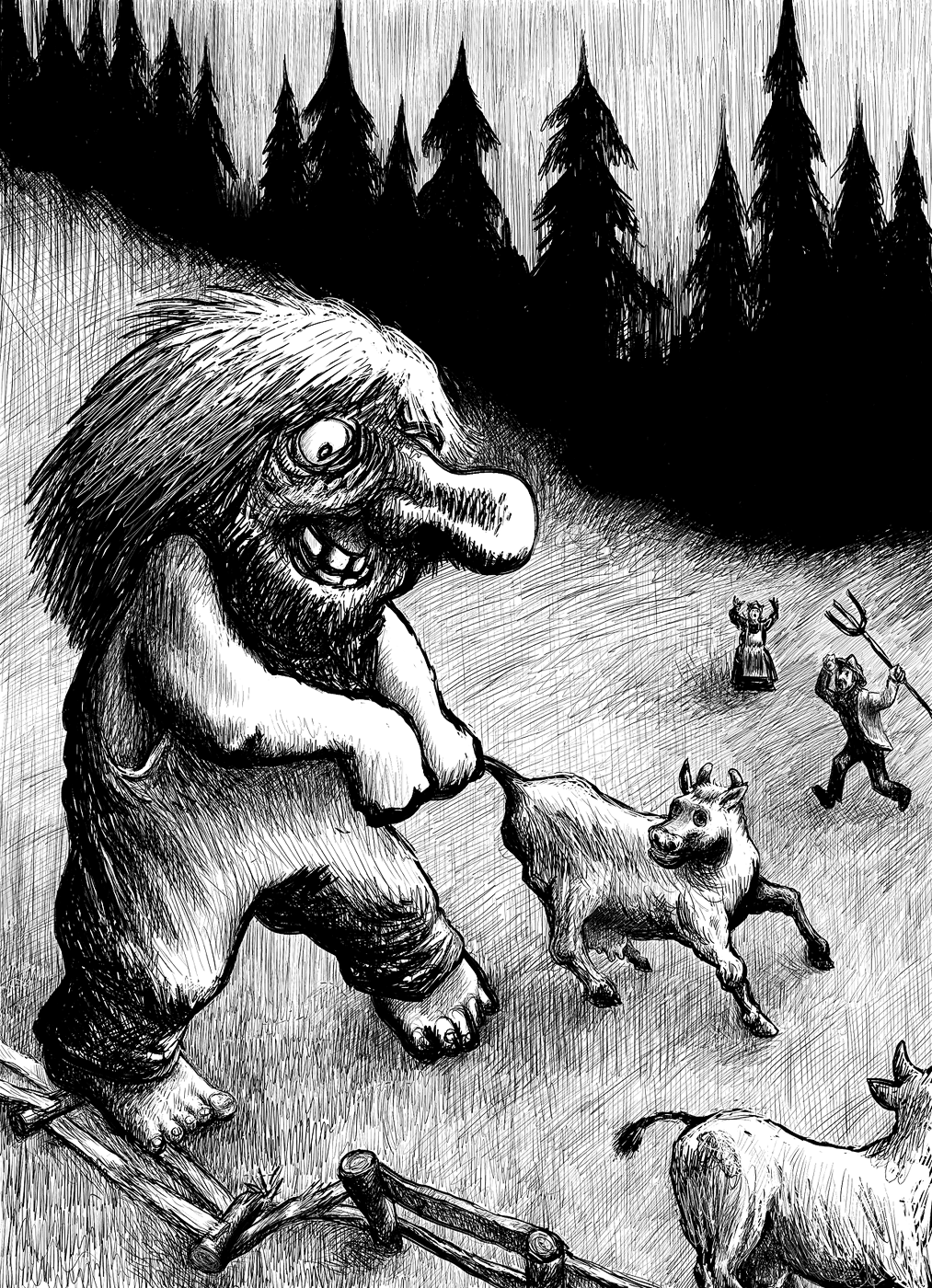
Тролль ворует корову
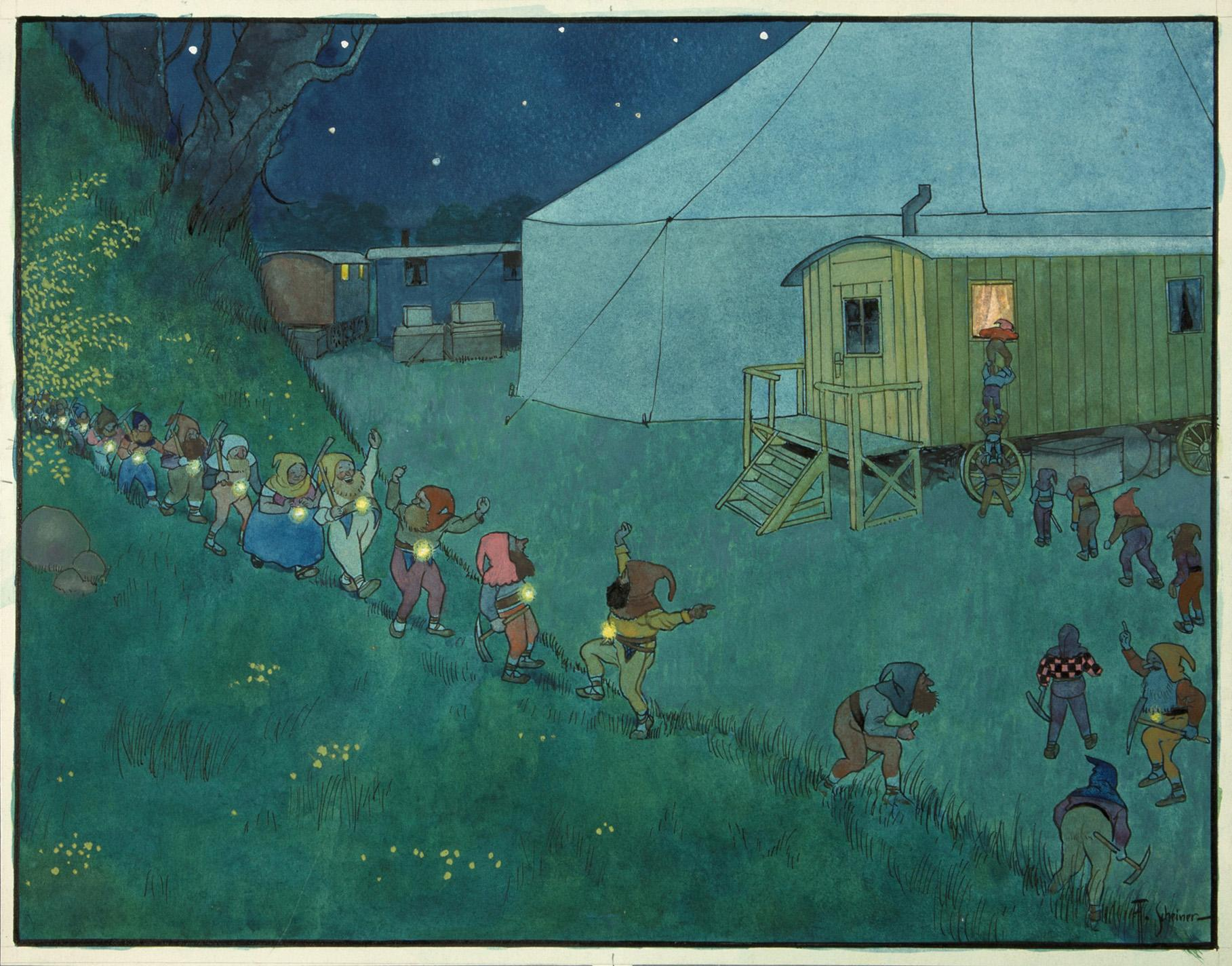
Тролли худ. А. Шейнера